# Алган
Алган (фр. Algans) насеље је и општина у јужној Француској у региону Миди Пирене, у департману Тарн која припада префектури Кастр.
По подацима из 2011. године у општини је живело 212 становника, а густина насељености је износила 14,69 становника/km². Општина се простире на површини од 14,43 km². Налази се на средњој надморској висини од 200 метара (максималној 312 m, а минималној 191 m).

## Демографија
| 1962. | 1968. | 1975. | 1982. | 1990. | 1999. | 2011. |
| ----- | ----- | ----- | ----- | ----- | ----- | ----- |
| 164   | 217   | 171   | 161   | 176   | 200   | 212   |

График промене броја становника у току последњих година